# Wijewo (gemeente)
De gemeente Wijewo is een landgemeente in het Poolse woiwodschap Groot-Polen, in powiat Leszczyński.
De zetel van de gemeente is in Wijewo.
Op 30 juni 2004 telde de gemeente 3449 inwoners.

## Oppervlakte gegevens
In 2002 bedroeg de totale oppervlakte van gemeente Wijewo 61,37 km², waarvan:
- agrarisch gebied: 70%
- bossen: 16%

De gemeente beslaat 7,63% van de totale oppervlakte van de powiat.

## Demografie
Stand op 30 juni 2004:
| Omschrijving                   | Totaal | Totaal | Vrouwen | Vrouwen | Mannen | Mannen |
| ------------------------------ | ------ | ------ | ------- | ------- | ------ | ------ |
| eenheid                        | aantal | %      | aantal  | %       | aantal | %      |
| inwoners                       | 3449   | 100    | 1688    | 48,9    | 1761   | 51,1   |
| bevolkingsdichtheid (inw./km²) | 56,2   | 56,2   | 27,5    | 27,5    | 28,7   | 28,7   |

In 2002 bedroeg het gemiddelde inkomen per inwoner 1400,25 zł.

## Administratieve plaatsen (sołectwo)
Brenno, Miastko, Potrzebowo, Przylesie, Radomyśl, Wijewo, Zaborówiec.

## Overige plaatsen
Filipowo, Kalek, Siedmiórki, Wilanów.

## Aangrenzende gemeenten
Przemęt, Sława, Włoszakowice, Wschowa